# Airbus Defence and Space
Airbus Defence and Space – dział europejskiego konsorcjum lotniczego, Airbus, który odpowiedzialny jest za produkty i usługi związane z obronnością i techniką lotniczą.
Powstał w styczniu 2014 roku w ramach restrukturyzacji korporacyjnej European Aeronautic Defence and Space (EADS). Nowa dywizja objęła byłe oddziały: Airbus Military, Astrium i Cassidian.

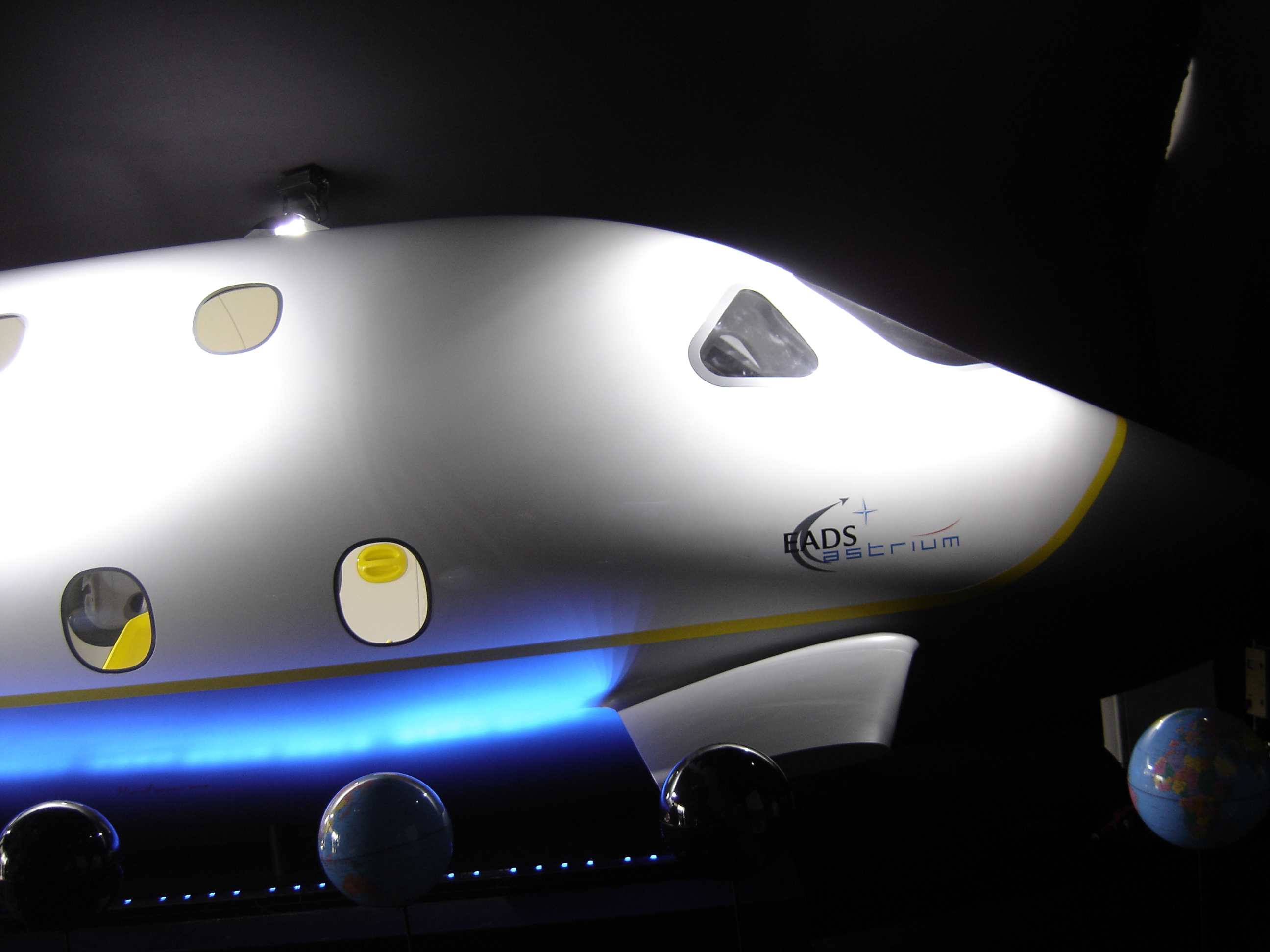
Prototyp statku kosmicznego produkcji Airbus Defence and Space

Jest to drugie co do wielkości przedsiębiorstwo w branży kosmicznej na świecie, po Boeingu, i jedną z dziesięciu największych firm obronnych na świecie.
Główna siedziba Airbus Defence and Space znajduje się w mieście Ottobrunn, w Niemczech. Od 2016 roku dyrektorem generalnym (CEO) jest Dirk Hoke. W 2014 roku przedsiębiorstwo miało swoje regionalne lokalizacje w 35 państwach na całym świecie.